# Hugo de Vries
Hugo Marie de Vries ForMemRS (16 de febrero de 1848 - 21 de mayo de 1935) fue un botánico neerlandés y uno de los primeros genetistas. Nacido en Haarlem y fallecido en Lunteren, es uno de los tres biólogos (los otros fueron Carl Correns y Erich von Tschermak) que en 1900 redescubrieron las leyes fundamentales de la genética publicadas primero por Gregor Mendel en 1865.

## Biografía académica
Hugo De Vries se formó en las universidades de Leiden, Heidelberg y Wurzburgo. Fue nombrado profesor de Botánica de la Universidad de Ámsterdam en 1878. Inició su trabajo investigador abordando diversos problemas de la fisiología vegetal, como el flujo de sustancias desde y hacia el protoplasma, o la orientación del crecimiento de las plantas. Hugo De Vries destacó en esta etapa por sus aportaciones a la comprensión de la ósmosis, y se le debe el concepto y el término de isotónico. Como ayudante de Van't Hoff, ayudó a sentar las bases de la teoría de las soluciones ideales.
En 1889 publicó Pangénesis intracelular recuperando una interpretación errónea de la herencia genética que primeramente había sido propuesta por Darwin. De Vries empezó a experimentar con la hibridación de variedades de plantas en 1886, trabajando con una población de Oenothera lamarckiana de un cenagal. Dedujo las mismas conclusiones que Mendel treinta años antes: que la herencia de los rasgos específicos es discreta (funciona como si se basara en partículas). Incluso especuló con la posibilidad de que los mismos genes (que él llamó pangenes) determinasen los caracteres equivalentes de especies emparentadas pero distintas, interpretación en la que se adelantó considerablemente a sus contemporáneos.
Al final de la década de 1890 De Vries tuvo noticia del semi olvidado artículo de Mendel y ajustó su propia terminología a la de su precursor. Sin embargo, no lo citó cuando publicó en 1900 sus resultados en Comtes Rendus de l'Académie des Sciences. Criticado por Correns, De Vries se vio obligado a reconocer la prioridad de Mendel. Se jubiló de la Universidad de Ámsterdam en 1918, aunque continuó en la investigación activa con temas nuevos.

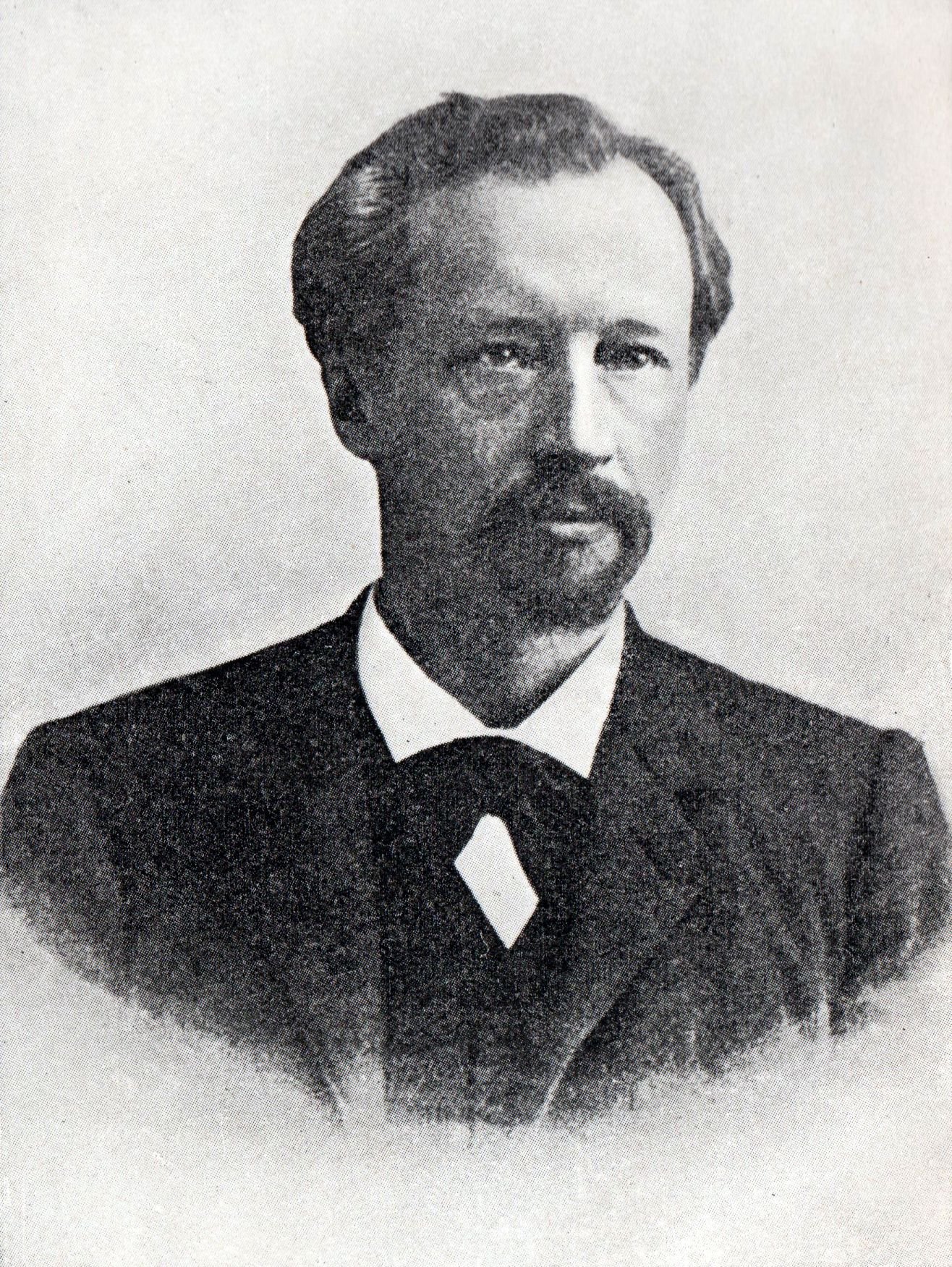
Hugo de Vries.

De Vries es notorio en la historia de la biología por haber iniciado lo que parecía una explicación de la evolución biológica superior a la de Darwin. Mientras este centró la interpretación del mecanismo del fenómeno evolutivo en la selección natural, De Vries lo hizo en la mutación. La teoría, conocida como mutacionismo, llegó a preponderar durante un par de décadas del principio del siglo XX. Su éxito fue efímero y terminó cuando Fisher, Morgan y Wright fundamentaron matemáticamente, a través del análisis del comportamiento genético de las poblaciones, la evolución por selección y deriva genética.

## Obra
- Über einige Ursachen der Richtung bilateral-symmetrischer Pflanzentheile (Sobre algunas de las causas de las piezas de dirección bilateralmente simétricas de plantas) 1872

- Zur Mechanik der Bewegungen der Schlingpflanzen 1873

- Untersuchungen über die mechanischen Ursachen der Zellstreckung 1877

- Keimungs- und Wachsthums-geschichte der Zuckerrübe (Germinación y crecimiento en la historia de la remolacha azucarera) 1879

- Intracellular Pangenesis 1889

- The Mutation Theory ed. germana vols. 1-2 (1901–03), ed. inglés vol. 2 (1909–10)

- Species and Varieties: Their Origin by Mutation 1905

- Plant Breeding 1907

- La abreviatura «de Vries» se emplea para indicar a Hugo de Vries como autoridad en la descripción y clasificación científica de los vegetales.[2]

## Cráter lunar
- El cráter lunar De Vries lleva este nombre en su honor.